# Luis Alfonso Gámez
Luis Alfonso Gámez (Bilbao, 1962) es un periodista especializado en información científica y escepticismo. Fue fundador de ARP-Sociedad para el Avance del Pensamiento Crítico (ARP-SAPC), y es fundador y socio activo del Círculo Escéptico.
Es autor del blog magonia y, aunque se ha centrado en el análisis del mito ovni y los fenómenos paranormales, es  conocido por sus críticas a la medicina alternativa y a los movimientos contrarios a las vacunas.

## Periodismo y divulgación
Redactor del diario El Correo (1991-2023), ha sido colaborador de la Cadena Ser, Radio Nacional de Españay la revista Muy Interesante. Ha conducido la serie de televisión Escépticos de ETB y la sección El archivo del misterio del programa de La 2 Órbita Laika. Desde 2010 mantiene una columna en español,  ¡Paparruchas!, en la web del Comité para la Investigación Escéptica (CSI).
Participó en el libro Skeptical odysseys. Personal accounts by the world’s leading paranormal inquirers (Odiseas escépticas. Reflexiones personales de los principales investigadores mundiales sobre lo paranormal. 2001), editado por el filósofo Paul Kurtz.
Coordinó la obra colectiva Misterios a la luz de la ciencia (2008) (ISBN 9788498600810), publicada por la Universidad del País Vasco.
Ha escrito los libros El anciano que murió haciendo el amor con un fantasma (2024), El peligro de creer (2015), La cara oculta del misterio (2010) y Crónicas de Magonia (2012).

## Libros publicados
- La cara oculta del misterio (2010) (ISBN 9788498367058)
- Crónicas de Magonia (2012) (ISBN 9788461577880)
- El peligro de creer (2015)  (ISBN 9788415589365)
- El anciano que murió haciendo el amor con un fantasma (2024) (ISBN 9788419964113)